# 캐슬린 페리어

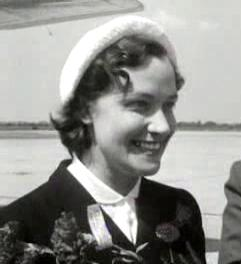
캐슬린 메리 페리어

캐슬린 메리 페리어(CBE, 영어: Kathleen Mary Ferrier, 1912년 4월 22일 ~ 1953년 10월 8일)는 민요와 대중 발라드에서 바흐, 브람스, 말러, 엘가의 고전 작품에 이르기까지 레퍼토리를 확장하여 무대, 콘서트 및 녹음 아티스트로서 국제적인 명성을 얻은 영국의 콘트랄토 가수였다. 그녀의 명성이 절정에 달했을 때 그녀의 암으로의 죽음은 음악계, 특히 일반 대중에게 충격을 주었다.
랭커셔주 마을 학교 교장의 딸인 페리어는 피아니스트로서 초기 재능을 보였고 General Post Office 에서 텔레포니스트로 일하면서 수많은 아마추어 피아노 콩쿠르에서 우승했다. 그녀는 1937년까지 노래를 진지하게 받아들이지 않았고, 칼라일 페스티벌에서 권위 있는 노래 대회에서 우승한 후 보컬리스트로서 전문적인 제안을 받기 시작했다. 그 후 그녀는 처음에는 JE Hutchinson과 나중에 Roy Henderson 에게 노래 레슨을 받았다. 제2차 세계 대전 이 발발한 후 페리어는 음악 및 예술 장려 위원회 (CEMA)에 의해 모집되었으며 다음 해에는 영국 전역의 콘서트와 리사이틀에서 노래를 불렀다. 1942년 그녀의 경력은 영향력 있는 Ibbs and Tillett 콘서트 관리 에이전시에 그녀를 추천한 지휘자 맬컴 사전트를 만났을 때 향상되었다. 그녀는 주요 런던 및 지방 공연장에서 정규 공연자가 되었으며 수많은 BBC 라디오 방송을 했다.
1946년 페리어는 벤저민 브리튼의 오페라 The Rape of Lucretia 의 Glyndebourne Festival 초연에서 무대 데뷔를 했다. 1년 후 그녀는 글루크의 오르페오와 에우리디체에서 오르페오로 첫 등장을 했으며, 이 작품과 특히 인연을 맺게 되었다. 그녀 자신의 선택에 따라 이것은 그녀의 단 두 가지 오페라 역할이었다. 그녀의 명성이 높아짐에 따라 페리어는 브리튼, 존 바비롤리, 브루노 발터 및 반주자 제럴드 무어를 포함한 주요 음악가들과 긴밀한 협력 관계를 형성했다. 그녀는 1948년에서 1950년 사이에 세 번의 미국 여행과 유럽 대륙을 여러 차례 방문하여 국제적으로 알려지게 되었다.
페리어는 1951년 3월 유방암 진단을 받았다. 입원과 회복기 사이에 그녀는 계속해서 공연을 하고 녹음을 했다. 그녀의 마지막 공개 출연은 그녀가 죽기 8개월 전인 1953년 2월 로열 오페라 하우스 에서 오르페오로 공연한 것이었다.